# کوه اسپری
کوه اسپری (به انگلیسی: Sperry Peak) یک قله و کوه در ایالات متحده آمریکا است که در واشینگتن واقع شده‌است. کوه اسپری ۱٬۸۶۵٫۴ متر بالاتر از سطح دریا واقع شده‌است.